# Stefan Holz
Stefan Holz (* 7. Juni 1967) ist ein deutscher Sportfunktionär, Werbeunternehmer und Unternehmensberater. Seit September 2015 ist er Geschäftsführer der Basketball Bundesliga GmbH.

## Laufbahn
Holz absolvierte ein Wirtschaftsstudium und schloss mit dem akademischen Grad des Doktors ab. Er war in der Werbebranche tätig und mit der Dolce Media GmbH unter der Leitung des geschäftsführenden Gesellschafters Christoph Gottschalk anderem für die Vermarktung der Sendung Wetten, dass..? und Moderator Thomas Gottschalk zuständig. Als Unternehmensberater arbeitete Holz unter anderem mit Firmen aus dem Medienbereich zusammen.
Zum 1. September 2015 übernahm er als Nachfolger von Jan Pommer die Geschäftsführung der Basketball Bundesliga GmbH. In einem Gespräch mit der Rheinischen Post im August 2018 bekräftigte Holz das von seinem Vorgänger Pommer ausgegebene Ziel, die Basketball-Bundesliga bis 2020 zur besten nationalen Basketballliga Europas machen zu wollen.
Im Zuge der Proteste gegen Rassismus in Folge des Todesfalls George Floyd in den Vereinigten Staaten wies Holz darauf hin, dass in der Basketball-Bundesliga „politische Äußerungen im Ligabetrieb“ nicht gestattet seien. Mehrere Basketballspieler und -funktionäre betonten als Antwort auf Holz' Aussage, das Einstehen gegen Rassismus sei keine politische Äußerung. Holz drückte anschließend sein Bedauern über seine Aussagen aus. In einem offenen Brief betonte er, „zu sehr die formalen, grundsätzlichen Festlegungen der Liga zu politischen Äußerungen im Spielbetrieb vor Augen gehabt“ zu haben. Er forderte eine klare Positionierung gegen Rassismus und betonte, es habe nie zur Debatte gestanden, dass die Bundesliga Äußerungen gegen Rassismus sanktionieren werde.